# Zygaena laeta
Zygaena laeta là một loài bướm đêm thuộc họ Zygaenidae. Nó được tìm thấy ở miền trung and South-Eastern châu Âu.
Sải cánh dài 26–34 mm. Con trưởng thành bay từ tháng 7 đến tháng 8 tùy theo địa điểm.

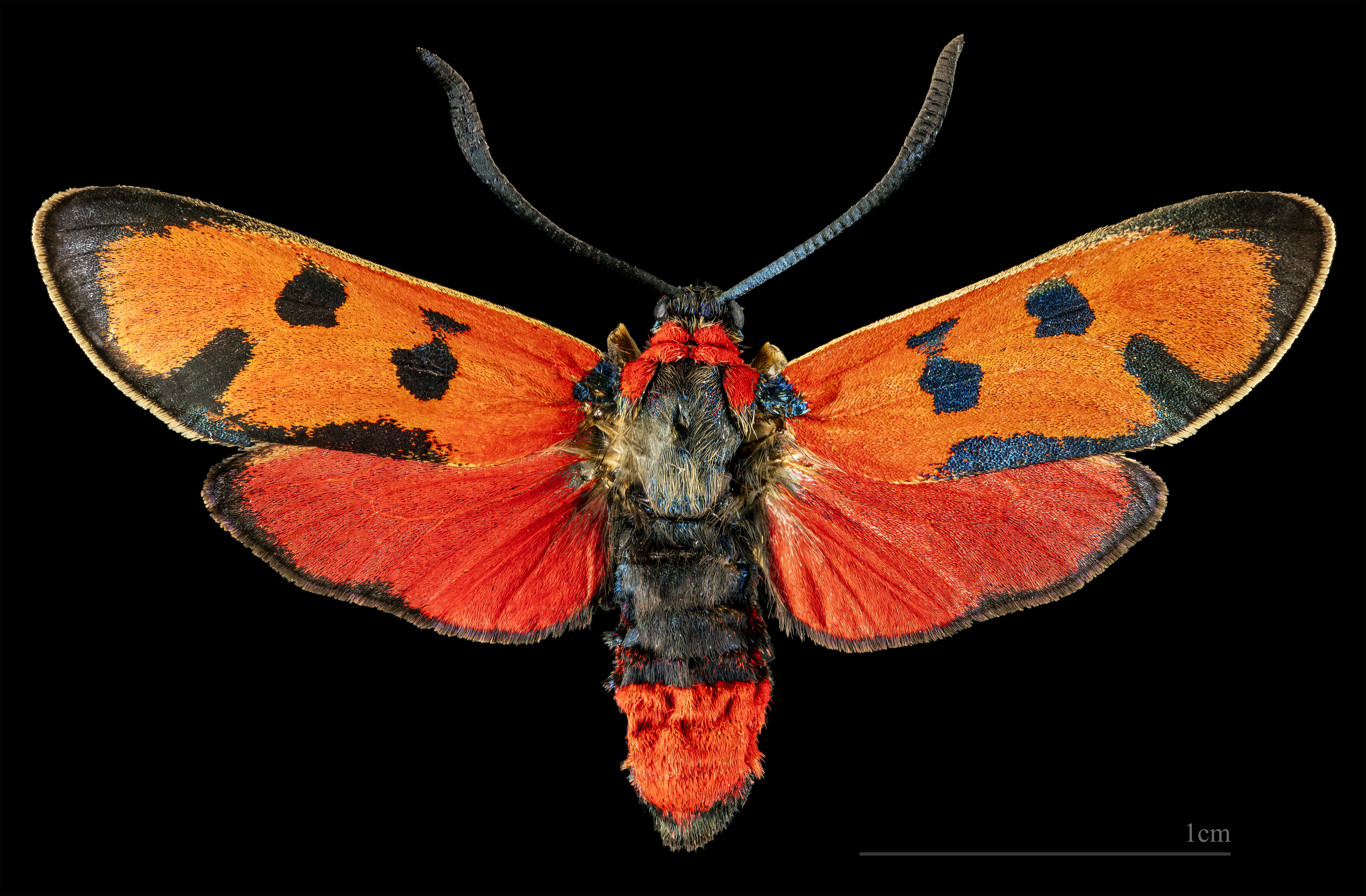
♂
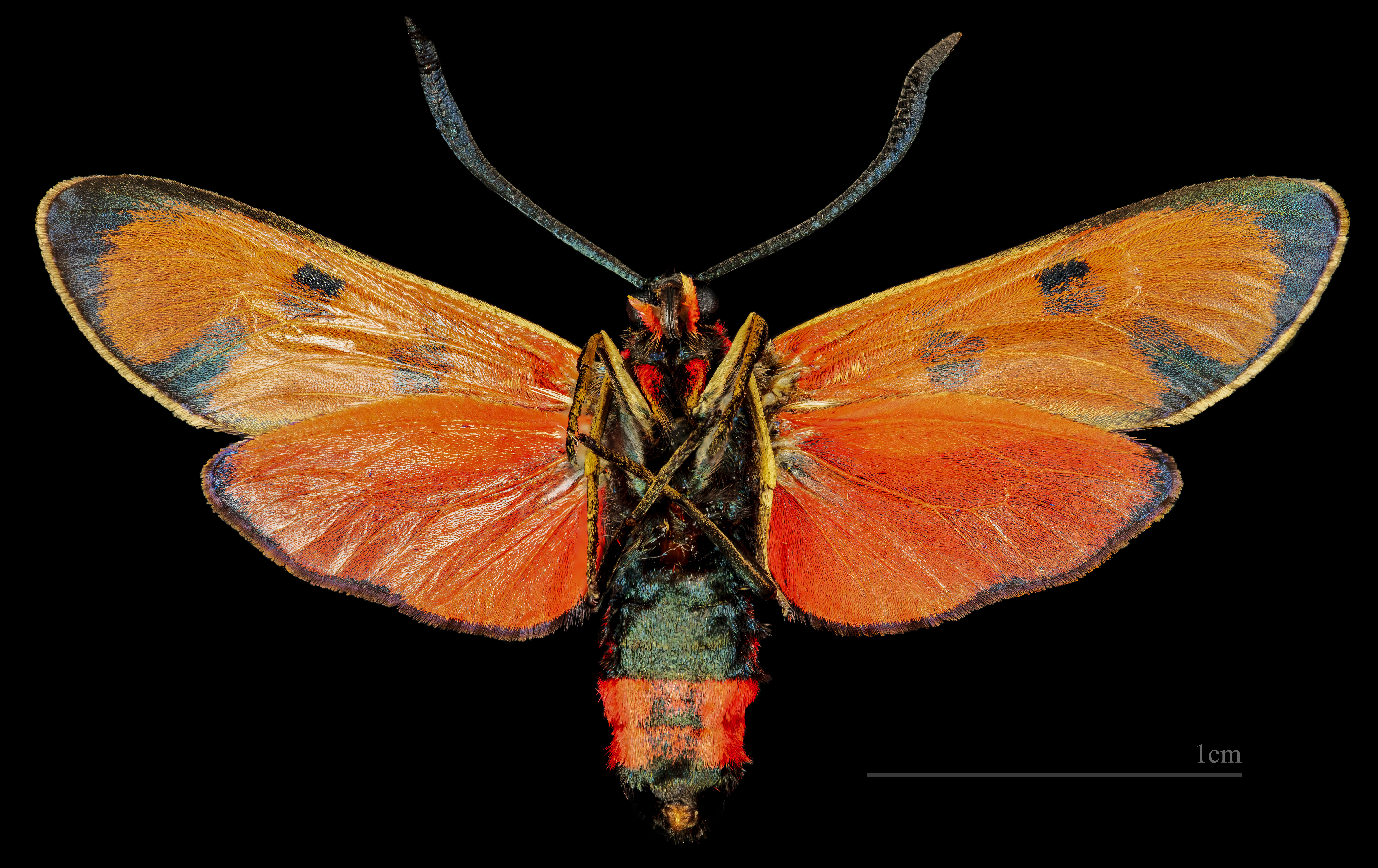
♂ △

The larva chủ yếu ăn Eryngium campestre.

## Hình ảnh

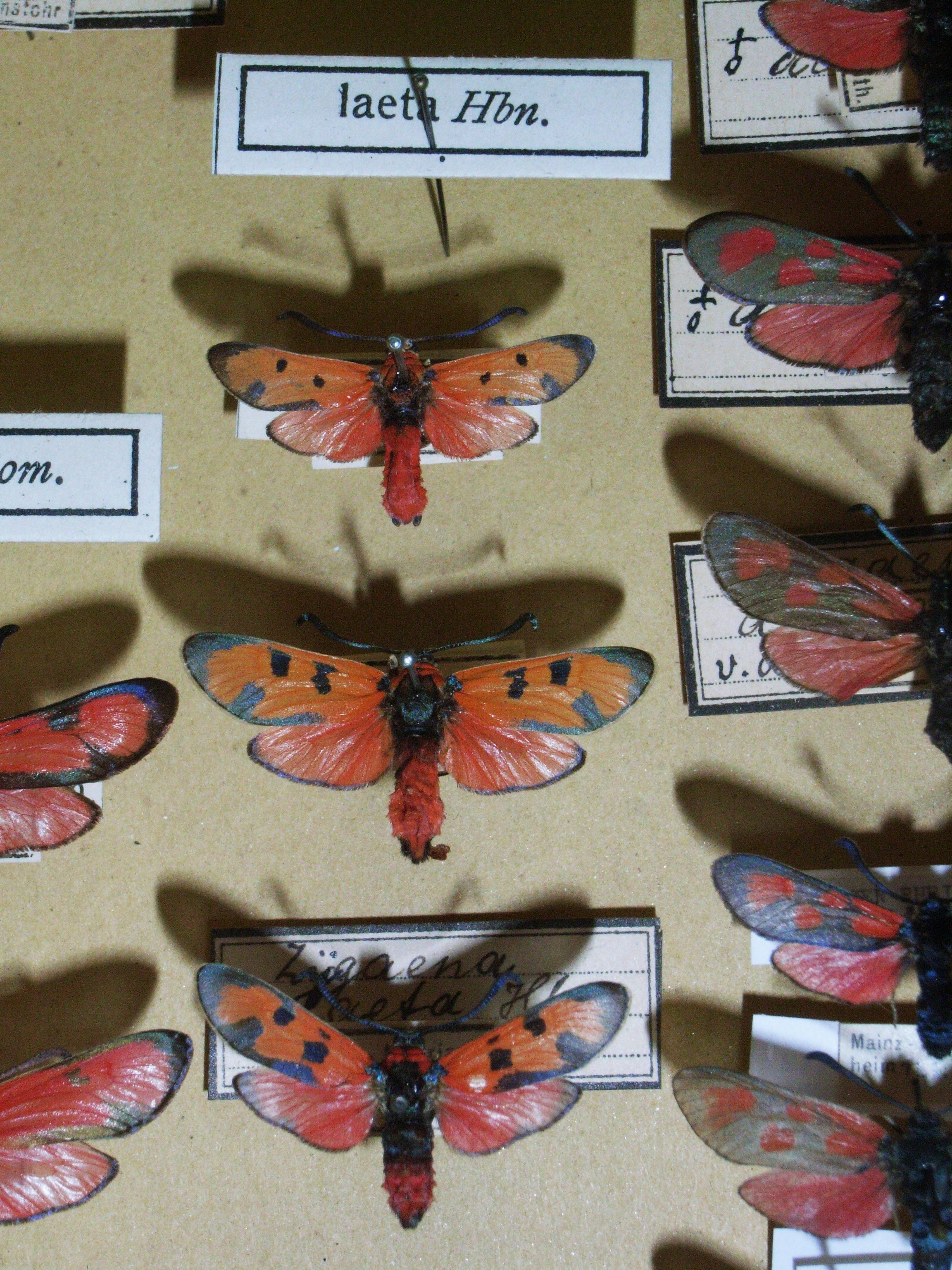